# Rudolf żagański
Rudolf żagański (ur. pomiędzy 1411 a 1418, zm. 18 września 1454, Chojnice) – książę żagański w latach 1439-1454, uczestnik wojny trzynastoletniej po stronie Zakonu Krzyżackiego.

## Życiorys
Rudolf był drugim pod względem starszeństwa synem Jana I żagańskiego i Scholastyki Saskiej. Nie wiadomo kiedy dokładnie się urodził, w chwili śmierci ojca (1439) był już jednak pełnoletni.
W 1449 dziedzictwo Jana I zostało podzielone pomiędzy jego synów. Rudolf wraz z Baltazarem otrzymali część księstwa z Żaganiem, a Janowi II i Wacławowi przypadła ziemia przewoska.
W 1450 Rudolf udał się wraz ze starszym bratem na pielgrzymkę do Rzymu. Ślubował tam walczyć za wiarę chrześcijańską, co świadczyło o jego mocnym zaangażowaniu religijnym. Znajduje to też potwierdzenie w źródłach pisanych, a dokładnie w "Kronice opatów żagańskich", gdzie jest określany jako człowiek pobożny.
Razem z bratem Baltazarem I żagańskim uczestniczył jako najemnik w wojnie trzynastoletniej walcząc po stronie zakonu krzyżackiego. Zebrał około 1900 zbrojnych pieszych i konnych udał się do Świdwina. Poległ w bitwie pod Chojnicami 18 września 1454 w początkowej jej fazie, po szarży polskiej ciężkiej kawalerii. Nie wiadomo, gdzie został pochowany.
Po śmierci Rudolfa, w związku z jego bezpotomnością, prawa do jego władztwa przejął starszy brat Baltazar, co spotkało się z niezadowoleniem ze strony młodszego brata Jana II.